# Gnophomyia bipectinata
Gnophomyia bipectinata är en tvåvingeart som beskrevs av Alexander 1965. Gnophomyia bipectinata ingår i släktet Gnophomyia och familjen småharkrankar.
Artens utbredningsområde är Peru. Inga underarter finns listade i Catalogue of Life.